# Heinz Paul
Heinz Paul, nato Heinrich Egid Robert Paul (Monaco di Baviera, 13 agosto 1893 – 14 marzo 1983), è stato un regista, sceneggiatore e produttore cinematografico tedesco.

## Filmografia

### Regista
- Die Tänzerin von Tanagra (1920)
- Des Lebens Würfelspiel (1925)
- Die Warenhausprinzessin (1926)
- Die Straße des Vergessens (1926)
- U 9 Weddigen (1927)
- Der falsche Prinz (1927)
- Das Karussell des Todes (1928)
- Die Frau von gestern und morgen (1928)
- Drei Tage auf Leben und Tod - aus dem Logbuch der U.C.1 (1929)
- Il granduca allo specchio (Der Mitternachtswalzer) (1929)
- Der Liebesmarkt (1930)
- Die Somme: Das Grab der Millionen (1930)
- Namensheirat (1930)
- Student sein, wenn die Veilchen blühen (1931)
- Schatten der Manege (1931)
- Douaumont - Die Hölle von Verdun (1931)
- Die andere Seite (1931)
- Tannenberg (1932)
- Il prigioniero di Magdeburg (Trenck - Der Roman einer großen Liebe), co-regia di Ernst Neubach (1932)

- Wilhelm Tell (1934)

- Marschall Vorwärts (1933)
- Dove rumoreggia il torrente (Wo der Wildbach rauscht) (1956)
- Heiraten verboten (1957)
- Notti orientali (Orientalische Nächte) (1960)

### Sceneggiatura
- Des Lebens Würfelspiel, regia di Heinz Paul (1925)
- Der falsche Prinz, regia di Heinz Paul (1927)
- Die Somme: Das Grab der Millionen, regia di Heinz Paul (1930)

### Consulente
- Settecento d'oro (Die Abenteuer der schönen Dorette), regia di Otto Rippert (1921)